# ساختمان کارخانه سیمان شاهرود
ساختمان کارخانه سیمان شاهرود یک منطقهٔ مسکونی در ایران است که در دهستان خرقان (شاهرود) واقع شده‌است. ساختمان کارخانه سیمان شاهرود ۱۵۰ نفر جمعیت دارد.